# Bonte looftiran
De bonte looftiran (Pogonotriccus poecilotis; synoniem: Phylloscartes poecilotis) is een zangvogel uit de familie Tyrannidae (tirannen).

## Verspreiding en leefgebied
Deze soort komt voor van noordwestelijk Venezuela tot Peru.

## Status
De grootte van de populatie is niet gekwantificeerd maar de soort wordt omschreven als schaars tot vrij algemeen. Op de Rode lijst van de IUCN heeft deze soort de status niet bedreigd.